# Баллинг, Эрик
Э́рик Ба́ллинг (дат. Erik Balling; 29 ноября 1924, Нюборг, Южная Дания — 19 ноября 2005, Копенгаген) — датский режиссёр кино и телевидения, сценарист и продюсер.

## Биография
В 1946 году становится сотрудником кинокомпании «Nordisk Film», а в 1957 году — её директором. Как режиссёр дебютировал в 1952 году («Мы бродяги») и сразу же заявил о себе как о комедиографе. Снял первый датский цветной фильм («Киспус»). Снимал картины как в самой Дании, так и в других скандинавских странах. Известен главным образом как автор популярной серии о банде Ольсена, о которой начал снимать фильмы в 1968 году, порой по одной картине в год. Эта франшиза столь популярна, что её продолжают снимать другие режиссёры до сих пор, создав кроме игровой и анимационную версию («Балбесы 3D»).

## Избранная фильмография

### Режиссёр
- 1952 — Мы бродяги / Vi arme syndere (с Оле Пальсбо)
- 1953 — Мы, идущие кухонным путём / Vi som går køkkenvejen
- 1953 — Адам и Ева / Adam og Eva
- 1954 — Королевский визит / Kongeligt besøg
- 1956 — Киспус / Kispus
- 1956 — Кивиток / Qivitoq (в советском прокате «Легенда о беглеце»)
- 1959 — Поэт и маленькая мама / Poeten og Lillemor
- 1960 — Вера, надежда и колдовство / Tro, håb og trolddom
- 1960 — Поэт и маленькая мама и Лотта / Poeten og Lillemor og Lotte
- 1961 — Поэт и маленькая мама в весеннем настроении / Poeten og Lillemor i forårshumør
- 1961 — Цирк Бустер / Cirkus Buster
- 1962 — Милое семейство /) Den kære familie
- 1962 — 79-я станция / 79 af stöðinni (в советском прокате «Девушка Гого»)
- 1963 — Ты, чья, маленькая девочка? / Hvis lille pige er du?
- 1964 — Смерть приходит к обеду / Døden kommer til middag
- 1964 — Лето в Тироле / Sommer i Tyrol
- 1965 — Суматоха в кровати с балдахином / Halløj i himmelsengen
- 1965 — Крестьянская жизнь / Landmandsliv
- 1965 — Бей первым, Фреди! / Slå først Frede!
- 1966 — Расслабься, Фредди! / Slap af Frede!
- 1967 — Я сам по себе / Jeg er sgu min egen
- 1967 — Марта / Martha
- 1968 — Это было в субботу вечером / Det var en lørdag aften
- 1968 — Банда Ольсена / Olsen-banden
- 1969 — Банда Ольсена в упряжке / Olsen-banden på spanden
- 1970 — 1977 — Дом в Кристиансхауне / Huset på Christianshavn (сериал)
- 1970 — К чёрту революцию / Rend mig i revolutionen
- 1971 — Баллада о Кристиансхауне / Ballade på Christianshavn (в советском прокате «Скандал в старом городе»)
- 1971 — Банда Ольсена в Ютландии / Olsen-banden i Jylland
- 1972 — Большое ограбление банды Ольсена / Olsen-bandens store kup
- 1973 — Банда Ольсена разбушевалась / Olsen-banden går amok
- 1974 — Последняя дело банды Ольсена / Olsen-bandens sidste bedrifter
- 1974 — Случайная неудача / Hændeligt uheld
- 1975 — Банда Ольсена идёт по следу / Olsen-banden på sporet
- 1976 — Банда Ольсена в ярости / Olsen-banden ser rødt
- 1977 — Банда Ольсена где-то там / Olsen-banden deruda
- 1978 — Банда Ольсена вступает в войну / Olsen-banden går i krig
- 1978 — 1982 — Матадор / Matador (сериал)
- 1979 — Банда Ольсена никогда не сдаётся / Olsen-banden overgiver sig aldrig
- 1981 — Побег банды Ольсена через дощатый забор / Olsen-bandens flugt — over plankeværket
- 1981 — Банда Ольсена далеко / Olsen-banden over alle bjerge!
- 1984 — Посреди ночи / Midt om natten

## Признание
- 1953 — премия «Бодиль» за лучший датский фильм («Адам и Ева»)
- 1957 — номинация на Оскар за лучший фильм на иностранном языке («Кивиток»)
- 1957 — номинация на «Золотую пальмовую ветвь» 10-го Каннского кинофестиваля («Кивиток»)
- 1959 — номинация на Золотого Медведя 9-го Берлинского международного кинофестиваля («Поэт и маленькая мать»)
- 1960 — номинация на Золотого Медведя 10-го Берлинского международного кинофестиваля («Вера, надежда и колдовство»)
- 1962 — номинация на главный приз 3-го Московского международного кинофестиваля («Милое семейство»).
- 1966 — премия «Бодиль» за лучший датский фильм («Бей первым, Фреди!»)